# Lucius II: The Prophecy
Lucius II: The Prophecy — компьютерная игра в жанре survival horror, разработанная и изданная финской студией Shiver Games в 2015 году. Является продолжением Lucius.
В декабре 2018 вышло продолжение Lucius III.

## Игровой процесс
Протагонист Lucius II обладает сверхъестественными способностями, такими как управление разумом, телекинез и пирокинез. Убийство неигровых персонажей и нахождение секретов награждается очками опыта; при повышении уровня разблокируются новые способности.

## Сюжет
Ничего не подозревающие смотрители доставляют Люциуса в психиатрическое отделение больницы Святого Бенедикта. Книга откровения предсказывает рождение ребенка, который в конечном итоге будет править миром с помощью железного жезла. Первая часть этого пророчества исполнилась.

## Разработка и выход
Lucius II анонсировали 8 августа 2014. 13 февраля 2015 состоялся релиз игры на Windows.

## Отзывы критиков
| Сводный рейтинг       | Сводный рейтинг |
| Агрегатор             | Оценка          |
| --------------------- | --------------- |
| Metacritic            | 48/100          |
| «Критиканство»        | 34/100          |
| Иноязычные издания    |                 |
| Издание               | Оценка          |
| Eurogamer             | 5/10            |
| GameRevolution        | [ 8 ]           |
| Русскоязычные издания |                 |
| Издание               | Оценка          |
| Riot Pixels           | 56 %            |
| StopGame.ru           | «Мусор»         |

Lucius II получила отрицательные отзывы, согласно агрегатору рецензий Metacritic.
Riot Pixels раскритиковал игру за «идотское» поведение NPC.
Летом 2018 года, благодаря уязвимости в защите Steam Web API, стало известно, что точное количество пользователей сервиса Steam, которые играли в игру хотя бы один раз, составляет 88 829 человек.